# Vladimir Ljachov
Vladimir Afanasjevitsj Ljachov (Russisch: Влади́мир Афана́сьевич Ля́хов) (Antratsit, 20 juli 1941 – Astrachan, 20 april 2018) was een Sovjet ruimtevaarder. 
Ljachov’s eerste ruimtevlucht was Sojoez 32 met een Sojoez draagraket en vond plaats op 25 februari 1979. Doel van deze missie was werkzaamheden uitvoeren aan boord van het Russische ruimtestation Saljoet 6. In totaal heeft Ljachov drie ruimtevluchten op zijn naam staan. Tijdens zijn missies maakte hij drie ruimtewandelingen. In 1994 ging hij als kosmonaut met pensioen. 